# Księgi symboliczne
Księgi symboliczne lub Księgi wyznaniowe – zbiór dokumentów, które są oficjalnymi świadectwami wiary poszczególnych Kościołów protestanckich. Wyznania protestanckie, dążąc do ustalenia własnej tożsamości wyznaniowej, formułowały swoją doktrynę w specjalnych zbiorach ksiąg, które noszą też nazwę ksiąg symbolicznych (w nawiązaniu do starożytnych symboli wiary). Zawarte w nich nauczanie ma charakter normatywny (jako norma normata) w stosunku do członków poszczególnych Kościołów, ale z drugiej strony – podlega ono jedynej normie, za jaką w myśl zasady sola scriptura uchodzi Pismo Święte (jako norma normans).

## Luteranizm

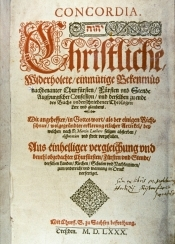
Niemieckie wydanie Concordii z 1580 r.

W Kościołach luterańskich do grona symboli wiary zalicza się zbiór zawarty w Księdze zgody (z łac. Liber Concordiae). Należą do nich:
- Przedmowa (1579),
- Ekumeniczne wyznania wiary:
  - Apostolski symbol wiary (II w.),
  - Nicejsko-konstantynopolitańskie wyznanie wiary (IV w.),
  - Atanazjańskie wyznanie wiary (ok. 500).
- Wyznanie augsburskie (1530),
- Obrona Wyznania augsburskiego (1531),
- Artykuły szmalkaldzkie (1537),
- Traktat o władzy i prymacie papieża (1537),
- Mały katechizm Marcina Lutra (1529),
- Duży katechizm Marcina Lutra (1529),
- Formuła zgody (1577).

## Kalwinizm

### Kościoły ewangelicko-reformowane
Kościoły reformowane wywodzące się z tradycji kalwinizmu kontynentalnego (kościoły ewangelicko-reformowane) do grona ksiąg symbolicznych zaliczają:
- Trzy formy jedności:
  - Katechizm Heidelberski (1563),
  - Konfesja belgijska (1566),
  - Kanony z Dordrechtu (1619).
- Konfesja gallikańska (1559),
- Konfesja II helwecka (1566),
- Deklaracja z Barmen (1934).

Kościół Ewangelicko-Reformowany w RP uznaje, obok Katechizmu Heidelberskiego, Konfesję sandomierską (1570), która stanowi polski historyczny przekład Konfesji II helweckiej. Konfederacja Ewangelicznych Kościołów Reformowanych w Polsce przyjmuje obok trzech form jedności i Konfesji Sandomierskiej, także Konfesję genewską, autorstwa Jana Kalwina (1536).

### Kościoły prezbiteriańskie
Kościoły reformowane wywodzące się z tradycji szkockiego kalwinizmu (kościoły prezbiteriańskie) przyjmują następujące księgi symboliczne:
- Konfesja szkocka (1560),
- Standardy westminsterskie:
  - Konfesja westminsterska (1646),
  - Mały Katechizm Westminsterski (1649),
  - Duży Katechizm Westminsterski (1649).

### Kościoły kongregacjonalne
Kościoły kongregacjonalne wywodzące się, podobnie jak baptyści, z tradycji angielskich dysydentów, choć odrzuciły autorytety kościelnych synodów, pozostali przy reformowanej tradycji wyrażania wiary w postaci symboli, do których należy:
- Deklaracja z Savoy (1658).

## Baptyzm
Baptystyczne symbole wiary obejmują:
- Konfesja I londyńska (1644)
- Konfesja II londyńska (1689)
- Konfesja z New Hampshire (1833)
- Wiara i Poselstwo Baptystów (1925)

Kościół Chrześcijan Baptystów w RP przyjmuje oryginalnie polską Konfesję baptystów polskich (1930).

## Metodyzm
Kościoły metodystyczne, zarówno tradycji ewangelickiej, jak też ewangelikalnej i uświęceniowej, przyjmują:
- Artykuły wiary Kościoła metodystycznego (1784).

## Adwentyzm
W adwentyzmie występuje w zależności od wyznania duży repertuar literatury symbolicznej. Kościół Adwentystów Dnia Siódmego przyjmuje za obowiązujące:
- Zasady wiary Kościoła Adwentystów Dnia Siódmego (1981).